# حسن‌آباد، نفت‌چاله
حسن‌آباد (به لاتین: Həsənabad) یک منطقهٔ مسکونی در جمهوری آذربایجان است که در شهرستان نفت‌چاله واقع شده‌است. حسن‌آباد ۶٬۹۱۵ نفر جمعیت دارد.